# 波多野伝四郎
波多野 伝四郎（傳四郎）（はたの でんしろう、1866年7月26日（慶応2年6月15日） - 1926年（大正15年）9月23日）は日本メソジスト教会の指導的な牧師である。
上田、金沢、甲府、静岡、東京(鳥居坂教会)のメソジスト教会を巡回した。
1907年（明治40年）の日本メソジスト教会の成立後は、日本メソジスト教会の各個教会自給と大成運動を推進して、指導的な立場にあった。

## 生涯
- 1866年（慶応2年）6月15日　茨城県土浦藩士の父増野惟精と母かねの4男として生まれる[1]。旧姓増野[1][2]。
- 1880年（明治13年）土浦小学校卒業。上京し東京府立第二中学校に入学[1]。
- 1882年（明治15年）弘文学舎に入学[1]。ミス・カートメル(Miss Cartmell)やホイッチング(M.M.Whiting)に聖書を学ぶ[1][3]。
- 1884年（明治17年）4月14日　チャールズ・イビー宣教師より、洗礼を受ける[1][2][3]。
- 1885年（明治18年）東洋英和学校に入学する[1]。
- 1887年（明治20年）イビー宣教師を補佐し、福音士として築地、甲府、中央会堂(現・日本基督教団本郷中央教会)で伝道する[2]。
- 1893年（明治26年）
  - 5月 東洋英和学校神学部を卒業する[1][2]。
  - 6月 按手礼を受け年会正員となる[1]。
  - 信州上田教会に赴任する[1]。
- 1895年（明治28年）
  - 6月 金沢教会に転任[1]。
  - この年、波多野孝子(こうこ)と結婚[1]。
- 1896年（明治29年）中央会堂に転任[1]。
- 1899年（明治32年）6月　麻布教会(後の鳥居坂教会)に転任し、6代目牧師となる。牛込教会を兼牧[1]。
- 1904年（明治37年）4月　麻布教会から甲府教会に転任し、10代目甲府教会牧師兼山梨部長となる[1][3]。
- 1907年（明治40年）6月　甲府教会から静岡教会に転任、11代目静岡教会牧師兼静岡部長となる[1][2]。
- 1915年（大正4年）4月　静岡教会から中央会堂に転任する[1][2]。駒込教会を兼牧。[1]
- 1926年（大正14年）9月23日　広島県安芸中野駅付近において列車転覆事故（山陽本線特急列車脱線事故）にて召天[1][2]。